# Herkenfeld
Herkenfeld ist ein Ortsteil im Stadtteil Katterbach in Bergisch Gladbach.

## Geschichte
Die Siedlung Herkenfeld hat ihren Namen nach der Gewannenbezeichnung Im Herkenfeld, die das Urkataster im Bereich der heutigen Straße Herkenfelder Weg verzeichnet.

## Etymologie
Die Bedeutung des Bestimmungswortes ist nicht geklärt. Es kann sich um die Ableitung von einem Personennamen Herger oder Herico handeln, dann würde sich der Flurname auf die Besitzverhältnisse beziehen. Der Name kann sich aber auch auf das mittelhochdeutsche erke (= hell, glänzend) beziehen, dann handelte es sich um einen wasserhaltigen, an der Oberfläche glänzenden Acker.